# Mayday (banda)
Mayday (chino: 五月天, pinyin: Wǔ Yuè Tian; HPE-oe-ji: Ir ͘-goe̍h thi ⁿ), es una banda de rock alternativo de Taiwán, formada a finales de los noventa. Compuesta por cinco integrantes, Ashin (A Shin) (vocalista) , Monster (Guai Shou), Stone (Shi Tou) (guitarra principal), Masa (Ma-sha) (bajo eléctrico) y Guan You (Guan-You) (batería).
Anteriormente producían música bajo el nombre de So Band, sin embargo alcanzaron la fama bajo el nombre Mayday en 1997.
Con álbumes que superan el millón de ventas y logros como el ser la banda ganadora del Premio "Gold", Mayday es una banda exponente del rock chino.

## Integrantes
| - Nombre real: Chen Hsin Hung (陳信宏) - Fecha de nacimiento: 6 de diciembre de 1975 - Lugar de nacimiento: Taipéi, Taiwán - Instrumento: guitarra, batería - Posición: Vocalista - Nombre real: Wen Shang Yi (温尚翊) - Alias: Eugene Wen - Fecha de nacimiento: 28 de noviembre de 1976 - Lugar de nacimiento: Hsin-Chu, Taiwán - Instrumento: guitarra solista, coros - Cargo: Líder - Nombre real: Shi Chin-hang (石 锦 航) - Fecha de nacimiento: 11 de diciembre de 1975 - Lugar de nacimiento: Taipéi, Taiwán - Instrumento: guitarra solista, coros | - Nombre real: Tsai Shen-yen (蔡 升 晏) - Fecha de nacimiento: 25 de abril de 1977 - Lugar de nacimiento: Kaohsiung, Taiwán - Instrumento: bajo, piano, armónica, chelo, contrabajo, coros, guitarra - Nombre real: Liu Yen-ming (刘 谚 明) - Fecha de Nacimiento: 28 de julio de 1973 - Lugar de nacimiento: Miaoli, Taiwán - Instrumento: Batería, coros, piano, teclado |

## Discografía

### Álbumes de estudio
| Fecha de lanzamiento    | Álbum                                                                                | Compañía                           |
| ----------------------- | ------------------------------------------------------------------------------------ | ---------------------------------- |
| 7 de julio de 1999      | Mayday's First Album                                                                 | Rock Records                       |
| 7 de julio de 2000      | Viva Love (愛情萬歲)                                                                 | Rock Records                       |
| 06/07/2001              | People Life, Ocean Wild (人生海海)                                                   | Rock Records                       |
| 11 de noviembre de 2003 | Time Machine (時光機)                                                                | Rock Records                       |
| 05/11/2004              | God's Children Are All Dancing/falling Angels With A flying Soul/ (神的孩子都在跳舞) | Rock Records                       |
| 26 de agosto de 2005    | Just My Pride Best Of Album (知足最真傑作選)                                         | Rock Records                       |
| 29 de diciembre de 2006 | Born to Love (為愛而生)                                                              | B'In Music (Rock Records)          |
| 23 de octubre de 2008   | Poetry of the Day After (後青春期的詩)                                               | B'In Music (Universal Music Group) |
| 16 de diciembre de 2011 | Second Round (第二人生)                                                              | B'In Music (Universal Music Group) |

### Álbumes en vivo y DVD
| Fecha de lanzamiento     | Álbum                                                             | Compañía     |
| ------------------------ | ----------------------------------------------------------------- | ------------ |
| 30 de noviembre de 1999  | The 168th Performance (第168場演唱會)                             | Rock Records |
| 21 de diciembre de 2000  | A Hundred Thousand Youths Standing Up (十萬青年站出來)            | Rock Records |
| 25 de diciembre de 2001  | Where Are You Going? (你要去哪裡)                                 | Rock Records |
| 30 de marzo de 2004      | City of the Sky (天空之城)                                        | Rock Records |
| 27 de mayo de 2005       | Final Home – When We Are All Together (Final Home 當我們混在一起) | Rock Records |
| 29 de julio de 2007      | Leaving the Surface of the Earth (離開地球表面 Jump!)             | B' In Music  |
| 20 de marzo de 2009      | In the Sky of 100000 You & Mayday (100000人 出頭天)               | B' In Music  |
| 4/12/2009                | D.N.A. Live! (「創造」小巨蛋)                                     | B' In Music  |
| 29 de marzo de 2010      | D.N.A World Tour In Live DVD(五月天[創造]演唱會影音全紀錄)        | B' In Music  |
| 16 de septiembre de 2011 | MAYDAY 3DNA/O.S.T.(追夢3DNA-電影原聲音樂)                         | B' In Music  |